# Убийца поневоле (роман)
«Уби́йца понево́ле» — детективный полицейский роман Александры Марининой, впервые изданный в 1995 году.

## Сюжет
К Анастасии Каменской обратился её единокровный брат Александр Каменский и попросил её выяснить некоторые странности, которые происходят с его девушкой Дашей Сундиевой. После того, как Александр с Дашей побывают у кого-нибудь из друзей Александра, у хозяев на следующий день пропадают документы, а ещё через день пропажу подбрасывают в почтовый ящик. Настя обращается за помощью к крупному авторитету Эдуарду Денисову, которому недавно помогла разоблачить банду кинематографистов, снимающих настоящие убийства. Денисов прислал Насте человека по кличке Бокр (бывшего зэка, пристрастившегося в колонии к книге Льва Успенского «Слово о словах»), и вместе с ним людей, технику, в общем всё, что необходимо для частно-разыскной деятельности. Через несколько дней с помощью людей Бокра выяснилось, что Даша, сама того не подозревая, стала свидетельницей преступления.

## Персонажи
- Настя Каменская[1]
- Лёша Чистяков — гражданский муж Каменской.
- Александр Каменский — сводный брат Насти по отцу, успешный бизнесмен, при этом страдающий личными комплексами — уверенный, что человека его невзрачной внешности ни одна нормальная женщина не полюбит.
- Даша Сундиева — девушка Каменского, стилист по профессии, очень милая, доброжелательная и умная, искренне любит Сашу.
- Бокр (Сергей Эдуардович Денисов) — внебрачный сын Денисова, но не афиширует это. Маленький, некрасивый человечек с очень странным смехом, при этом ответственный, смелый и находчивый. Человек с уголовным прошлым. Увлекается лингвистикой. Отбывая наказание, прочитал книгу Льва Успенского «Слово о словах», которая его увлекла, и поэтому взял себе кличку «Бокр».
- Генерал Вакар — человек, чьего сына давно убили пьяные подростки, и которого жена заставила мстить им, уже выросшим, убивая. Боевой генерал, вся жизнь которого была подчинена понятиям чести и долга, глубоко несчастный человек, не сумевший преодолеть конфликт между долгом главы семьи и порядочностью, при этом готовый нести ответственность за свои поступки.

## Отзывы и критика
Сравнивая детективы Марининой с детективными романами норвежской писательницы Анны Холт, Александра Леонтьева выявляет тему «к которой оба автора обращаются систематически» — неэффективность законодательства и бессилие или бездействие правоохранительных органов, «вследствие чего мирные граждане не могут быть защищены от преступлений, а преступники остаются безнаказанными»:
Поднимается и вопрос об оправданности индивидуального возмездия в случае, если преступник не пойман или не наказан. В романе Марининой «Убийца поневоле» и у Холт в «Блаженны жаждущие» конкуренцию полиции в поимке преступника составляет мститель-одиночка. Убийцы Андрея Вакара, сына генерала, не могли быть наказаны по причине малолетнего возраста, и обезумевшая от горя мать мальчика вынуждает мужа мстить..
Литературный критик Григорий Дашевский невысоко оценил стиль Марининой: «В романах Александры Марининой все всё друг другу дотошно объясняют. Официант не может ограничиться вопросом „какой кофе желаете“?, а обязательно перечислит сорта: „Нескафе“, „Пеле“, „Якобс“, эспрессо, капучино, по-турецки? („Убийца
поневоле“). Реплики в диалогах словно взяты из самоучителя или пособия — „Психология для всех“, „Как выбрать одежду“, „Первый раз в ресторане“.»
«Антон Кох-Нильсен, автор рецензии на датский перевод „Убийцы поневоле“, критикует роман за отсутствие „анализа при описаний следствия“ и вообще отказывает книге в наличии собственно „детективных“ элементов».

## Адаптации и переводы
Роман был экранизирован режиссёром Юрием Морозом в первом сезоне телесериала «Каменская».
Наталья Волкова пишет, что переводы Марининой на чешский язык, в том числе «Убийца поневоле», переведённый Геленой Пилатовой, «не имели громкого успеха». Перевод на шведский язык выполнил Магнус Данберг («Мordare mot sin vilja». Wahlstrom & Widstrand, 1999.), на датский перевёл Ян Хансен (Alexandra Marinina. Morder mod sin vilje. Overs. Jan Hansen, Нost og Son: 2001).